# Masakra w Baga (2013)
Masakra w Baga – masakra trwająca od 19 do 21 kwietnia 2013 roku, w nigeryjskim mieście Baga. W wyniku masakry, którą wywołały starcia pomiędzy siłami zbrojnymi i rebeliantami z Boko Haram, zginęło co najmniej 187 osób.

## Tło
Organizacja Boko Haram odpowiedzialna za tę masakrę powstała na początku XXI wieku, jej głównym zadaniem jest ustanowienie kalifatu w całej Nigerii. Rebelia islamistów w Nigerii rozpoczęła się w 2009 roku, odkąd wybuchły zamieszki pochłaniające ze sobą kilkaset ofiar śmiertelnych. Miasto to zostało po raz pierwszy zaatakowane, ten sam najazd islamistów jest ich najkrwawszym atakiem od czasu zamachów bombowych w mieście Kano w styczniu 2012 roku, w których zginęło blisko 160 osób. Kolejny i dużo tragiczniejszy w skutkach atak bojowników Boko Haram wydarzył się na początku 2015 roku.

## Przebieg
Masakrę zainicjowała strzelanina w centrum monitoringu miasta, według relacji jednego ze świadków rajdu. Najazd terrorystów miał miejsce w dniach 19-21 kwietnia 2013, według jednego z nigeryjskich generałów, islamiści z Boko Haram wykorzystywali granatniki przeciwpancerne i ciężką broń maszynową. Często podczas masakry zdarzało się, że napastnicy brali ludzi na zakładników, wykorzystując ich jako żywą tarczę.
Miasto po rajdzie islamistów z Boko Haram zostało tak najechane, że zniszczonych zostało blisko 2 tys. domów oraz parę bazarów. Ulice miasta były pełne spalonych zwłok ludzi i zwierząt. W związku z atakiem wielu mieszkańców miasta postanowiło stamtąd wyjechać, w obawie przed powtórnym atakiem Boko Haram na to samo miasto. Ponieważ zniszczeniu uległy domy, zadecydowano, że zostanie wysłana poszkodowanym pomoc w postaci żywności i materiałów budowlanych. Jeden z urzędników podawał, że 40% domów uległo zniszczeniu wskutek szalejącego w mieście ognia. W maju opublikowano zdjęcia satelitarne wykonane w dniach 6 i 26 kwietnia 2013 roku. Na podstawie tych zdjęć wywnioskowano, że zniszczonych w rzeczywistości było 2275 domów. Raporty dotyczące ostatecznego bilansu były zróżnicowane – wojskowi podawali do publicznej wiadomości, że w rajdzie zginęło zaledwie 37 osób, a nieliczne domy uległy zniszczeniu. Inne źródła przekazywały informacje o ponad 180 ofiarach śmiertelnych masakry.

## Reakcje
30 kwietnia prezydent kraju Goodluck Jonathan uznał to wydarzenie za „najbardziej godne ubolewania i nieszczęśliwe”. W oświadczeniu dodał także, że rząd prowadzi szereg działań, które zapobiegną niepożądanym działaniom wymierzonym przeciwko bezpieczeństwu narodowemu. Z drugiej strony, Obserwatorium Praw Człowieka apelowało do Nigerii, by osądzić wojskowych o nadużycie siły w trakcie odbijania miasta.